# الأميرة نيلوفر
الأميرة نيلوفر (بالتركية: Princess Niloufer) (4 يناير 1916 - 12 يونيو 1989) كانت واحدة من آخر أميرات الإمبراطورية العثمانية.